# Billy Gilbert (1891-1961)
Pour les articles homonymes, voir Billy Gilbert.
Ne doit pas être confondu avec Billy Gilbert (1894-1971).
Billy Gilbert (né et décédé à Hollywood, en Californie) est un acteur et réalisateur américain du cinéma muet.

## Filmographie
Source principale de la filmographie :

### The Keystone Film Company
- 1913 : A Game of Pool de Wilfred Lucas (court métrage) Pool Hall Denizen (non crédité)
- 1913 : Mabel fait du cinéma (Mabel's Dramatic Career) (court métrage) Man in Audience (non crédité)
- 1913 : Mother's Boy (court métrage) Mug (non crédité)
- 1913 : Billy Dodges Bills (court métrage) Creditor (non crédité)
- 1913 : Their Husbands (court métrage) Bather in Striped Shirt
- 1913 : Un mariage bien tranquille (en) (A Quiet Little Wedding) (court métrage) de Wilfred Lucas : Wedding Guest (non crédité)
- 1913 : Mabel aux courses (The Speed Kings) (court métrage) de  Wilfred Lucas : Man Ford Bumps Into (non crédité)
- 1913 : Fatty à San Diego (en) (Fatty at San Diego) (court métrage) de George Nichols : Theatre Patron/Man on Dock (non crédité)
- 1913 : Fatty policeman (Fatty Joins the Force) (court métrage) Fighter (non crédité)
- 1913 : Zuzu, the Band Leader (court métrage) 1st Clarinetist
- 1913 : He Would a Hunting Go (en) (court métrage) Villager (non crédité)
- 1914 : Les Noces de Fatty (Rebecca's Wedding Day) (court métrage) The Thief (comme Little Billy Gilbert)
- 1914 : Pour gagner sa vie (Making a Living) (court métrage) Jealous Husband (non crédité)
- 1914 : L'Étrange Aventure de Mabel (Mabel's Strange Predicament) (court métrage) Bellman (non crédité)
- 1914 : Charlot fait du cinéma (A Film Johnnie) (court métrage) Theatre Usher (non crédité)
- 1914 : Charlot danseur (Tango Tangles) (court métrage) Guest in cowboy hat (non crédité)
- 1914 : Charlot entre le bar et l'amour (His Favorite Pastime) (court métrage) Shoeshine Boy (non crédité)
- 1914 : Charlot marquis (Cruel, Cruel Love) (court métrage) Short Ambulance Attendant (non crédité)
- 1914 : Charlot aime la patronne (The Star Boarder) (court métrage) Boarder (non crédité)
- 1914 : Charlot garçon de café (Caught in a Cabaret) (court métrage) Cabaret Patron (non crédité)
- 1914 : Sergeant Hofmeyer (court métrage) (comme Little Billy Gilbert)
- 1914 : Madame Charlot (A Busy Day) (court métrage) Policeman (non crédité)
- 1914 : Charlot et Fatty dans le ring (The Knockout) (court métrage) Society Singer (non crédité)
- 1914 : Charlot grande coquette (The Masquerader) (court métrage) Cameraman (non crédité)
- 1914 : Charlot et Fatty font la bombe (The Rounders) (court métrage) Doorman in blackface (non crédité)
- 1914 : Hello, Mabel (en) de Mabel Normand (court métrage) Man in phone booth
- 1914 : Charlot rival d'amour (Those Love Pangs) (court métrage) Movie Patron (non crédité)
- 1914 : Charlot et Mabel aux courses (court métrage) Spectator (non crédité)
- 1914 : Charlot déménageur (His Musical Career) (court métrage) Piano Store Salesman (non crédité)
- 1914 : Charlot papa (His Trysting Place) (court métrage) Restaurant Patron (non crédité)
- 1914 : Le Roman comique de Charlot et Lolotte (Tillie's Punctured Romance) de Mack Sennett : Cop (non crédité)
- 1915 : Amour, Vitesse et Fanfreluches (Love, Speed and Thrills) de Mack Sennett (court métrage)
- 1915 : Hogan's Mussy Job (court métrage) (comme Little Billy Gilbert)
- 1915 : Le Neveu de Fatty (en) (Fatty's New Role) (court métrage) (non crédité)
- 1915 : Hogan's Romance Upset (court métrage)
- 1915 : Hogan Out West (court métrage) (comme Little Billy Gilbert)
- 1915 : Ambrose's Sour Grapes (court métrage) Man in Park (non crédité)
- 1915 : Fatty à la recherche de Mabel (Wished on Mabel) (court métrage) Police Chief
- 1915 : Miss Fatty's Seaside Lovers (court métrage) Bellhop
- 1915 : When Ambrose Dared Walrus (it) de Walter Wright (court métrage) Customer (non crédité)
- 1915 : Le Sous-marin pirate (A Submarine Pirate) de Charles Avery et Syd Chaplin  (non crédité)
- 1915 : A Janitor's Wife's Temptation de Dell Henderson (court métrage)
- 1915 : The Hunt de Mack Sennett et Ford Sterling (court métrage) (comme Little Billy Gilbert)
- 1916 : Love Will Conquer d'Edwin Frazee (court métrage)
- 1916 : Wife and Auto Trouble de Dell Henderson et Mack Sennett (court métrage) Tri-Stone Cop
- 1916 : The Village Vampire d'Edwin Frazee (court métrage) (comme Little Billy Gilbert)
- 1916 : By Stork Delivery de Fred Hibbard (court métrage) Customer
- 1916 : An Oily Scoundrel d'Edwin Frazee (court métrage) (comme Little Billy Gilbert)
- 1916 : Bubbles of Trouble d'Edward F. Cline (court métrage)
- 1916 : The Winning Punch d'Edward F. Cline (court métrage) (comme Little Billy Gilbert)
- 1916 : His Lying Heart de Charles Avery et Ford Sterling (court métrage)
- 1917 : His Rise and Tumble de Harry McCoy (court métrage) (comme Little Billy Gilbert)
- 1918 : His Smothered Love d'Edward F. Cline et Hampton Del Ruth (court métrage) (comme Little Billy Gilbert)
- 1918 : Two Tough Tenderfeet de Hampton Del Ruth et F. Richard Jones (court métrage) (comme Little Billy Gilbert)
- 1921 : Stuck Up (court métrage)
- 1921 : Dry Water (court métrage)
- 1921 : All Wet (court métrage)
- 1921 : Dynamite Allen de Dell Henderson : 'Simp' Hallett
- 1922 : The Late Lamented de Robert Eddy (court métrage) (comme William Gilbert)
- 1923 : Where's My Wandering Boy This Evening? de John A. Waldron (court métrage) Bit Role (non crédité)
- 1924 : Ten Dollars or Ten Days de Del Lord (court métrage) (non crédité)
- 1924 : Little Robinson Corkscrew de Ralph Ceder et F. Richard Jones (court métrage)
- 1924 : All Night Long de Harry Edwards (court métrage) Bank Robber (non crédité)
- 1925 : A Sweet Pickle (court métrage)
- 1925 : The Soapsuds Lady (court métrage) (comme Little Billy Gilbert)
- 1925 : The Window Dummy (court métrage)
- 1926 : Whispering Whiskers (court métrage)
- 1926 : Trimmed in Gold (court métrage) (non crédité)
- 1926 : Gooseland (court métrage)
- 1926 : Meet My Girl (court métrage)
- 1926 : Circus Today (court métrage) Bit Role (non crédité)
- 1926 : Wandering Willies (court métrage)
- 1926 : Hooked at the Altar (court métrage)
- 1926 : A Love Sundae (court métrage)
- 1926 : A Yankee Doodle Duke (court métrage)
- 1926 : Ice Cold Cocos (court métrage) Bit Role (non crédité)
- 1926 : Smith's Baby (court métrage) Mabel's Father, Jimmy's Father-in-Law
- 1926 : Alice Be Good (court métrage)
- 1926 : Smith's Vacation (court métrage)
- 1926 : Smith's Landlord (court métrage)
- 1926 : A Blonde's Revenge (court métrage)
- 1926 : Flirty Four-Flushers (court métrage)
- 1927 : The Plumber's Daughter (court métrage)
- 1927 : Peaches and Plumbers (court métrage)
- 1927 : The Jolly Jilter (court métrage)
- 1927 : Catalina, Here I Come (court métrage) (non crédité)
- 1927 : Smith's Pony (court métrage)
- 1927 : Gold Digger of Weepah (court métrage) Extra (non crédité)
- 1927 : For Sale, a Bungalow (court métrage) (non crédité)
- 1927 : Smith's Cousin (court métrage)
- 1928 : Horse Play (court métrage)
- 1928 : The Beach Club (court métrage) (non crédité)
- 1928 : Smith's Army Life (court métrage)
- 1928 : A Simple Sap (court métrage) Grandpa
- 1928 : Movie Mania (court métrage) Tim Murphy
- 1928 : The Swim Princess (court métrage)
- 1928 : The Girl from Nowhere (court métrage) Bit Role (non crédité)
- 1928 : The Campus Carmen (court métrage) Horse Doctor (non crédité)
- 1928 : Motorboat Mamas (court métrage) (non crédité)
- 1928 : The Bargain Hunt (court métrage) (non crédité)
- 1928 : Hubby's Weekend Trip (court métrage) Bartender (non crédité)
- 1928 : The Burglar (court métrage) Mabel's Father, Jimmy's Father-in-Law
- 1929 : Uncle Tom (court métrage) (non crédité)
- 1929 : Voisins ennemis (Noisy Neighbors) de Charles Reisner : Third Son
- 1929 : Whirls and Girls (court métrage) Waiter
- 1929 : Broadway Blues (court métrage) Party Guest
- 1929 : The Rodeo (court métrage) Extra (non crédité)
- 1929 : The Bees' Buzz (court métrage) Country Club Drinker/Farmer
- 1929 : Motoring Mamas (court métrage) Diner with Spaghetti/Accident Onlooker (non crédité)
- 1929 : Jazz Mamas (court métrage) Russian Detective/Italian Peddler
- 1929 : The Constabule (court métrage) Motorist with Moustache (non crédité)
- 1930 : The Beauties (court métrage)
- 1930 : Midnight Daddies Drunk (non crédité)
- 1930 : Racket Cheers (court métrage) Officer on Yacht (comme William Gilbert)
- 1931 : No, No, Lady (court métrage) Lighting Man
- 1936 : Le Rêve de sa vie (Give Us This Night) Leader of Clacque (non crédité)
- 1936 : F-Man (non crédité)